# Ingersheim, Haut-Rhin
Ingersheim är en kommun i departementet Haut-Rhin i regionen Grand Est (tidigare regionen Alsace) i nordöstra Frankrike. Kommunen ligger i kantonen Kaysersberg som tillhör arrondissementet Ribeauvillé. År 2022 hade Ingersheim 4 743 invånare.

## Befolkningsutveckling
Antalet invånare i kommunen Ingersheim
| Referens: INSEE |